# Ahmad Sharbini
Ahmad Sharbini (Fiume, 21 febbraio 1984) è un calciatore croato, attaccante dell'Omišalj.

## Biografia
Nato a Fiume è il fratello maggiore di Anas, anche egli calciatore.

## Statistiche

### Cronologia presenze e reti in nazionale
| Cronologia completa delle presenze e delle reti in nazionale ― Croazia under 21 | Cronologia completa delle presenze e delle reti in nazionale ― Croazia under 21 | Cronologia completa delle presenze e delle reti in nazionale ― Croazia under 21 | Cronologia completa delle presenze e delle reti in nazionale ― Croazia under 21 | Cronologia completa delle presenze e delle reti in nazionale ― Croazia under 21 | Cronologia completa delle presenze e delle reti in nazionale ― Croazia under 21 | Cronologia completa delle presenze e delle reti in nazionale ― Croazia under 21 | Cronologia completa delle presenze e delle reti in nazionale ― Croazia under 21 |
| Data                                                                            | Città                                                                           | In casa                                                                         | Risultato                                                                       | Ospiti                                                                          | Competizione                                                                    | Reti                                                                            | Note                                                                            |
| ------------------------------------------------------------------------------- | ------------------------------------------------------------------------------- | ------------------------------------------------------------------------------- | ------------------------------------------------------------------------------- | ------------------------------------------------------------------------------- | ------------------------------------------------------------------------------- | ------------------------------------------------------------------------------- | ------------------------------------------------------------------------------- |
| 27-4-2004                                                                       | Velika Gorica                                                                   | Croazia under 21                                                                | 0 – 2                                                                           | Svezia under 21                                                                 | Amichevole                                                                      | -                                                                               |                                                                                 |
| 29-5-2004                                                                       | Costrena                                                                        | Croazia under 21                                                                | 0 – 2                                                                           | Slovacchia under 21                                                             | Amichevole                                                                      | -                                                                               | 55’                                                                             |
| 20-10-2004                                                                      | Palazzolo sull'Oglio                                                            | Italia under 21                                                                 | 3 – 3                                                                           | Croazia under 21                                                                | Amichevole                                                                      | -                                                                               | 51’                                                                             |
| 14-12-2005                                                                      | Fiume                                                                           | Croazia under 21                                                                | 1 – 1                                                                           | Italia under 21                                                                 | Amichevole                                                                      | -                                                                               |                                                                                 |
| 1-3-2006                                                                        | Fiume                                                                           | Croazia under 21                                                                | 2 – 1                                                                           | Danimarca under 21                                                              | Amichevole                                                                      | 1                                                                               | 70’                                                                             |
| 18-5-2006                                                                       | Pau                                                                             | Francia under 21                                                                | 1 – 0                                                                           | Croazia under 21                                                                | Amichevole                                                                      | -                                                                               | 51’                                                                             |
| 1-8-2006                                                                        | Costrena                                                                        | Croazia under 21                                                                | 1 – 0                                                                           | Bosnia ed Erzegovina under 21                                                   | Amichevole                                                                      | -                                                                               | 51’                                                                             |
| 15-8-2006                                                                       | Grosseto                                                                        | Italia under 21                                                                 | 0 – 0                                                                           | Croazia under 21                                                                | Amichevole                                                                      | -                                                                               | 86’                                                                             |
| Totale                                                                          |                                                                                 | Presenze                                                                        | 8                                                                               |                                                                                 | Reti                                                                            | 1                                                                               |                                                                                 |

## Palmarès

### Club

#### Competizioni nazionali
- Coppa di Croazia: 3

Rijeka: 2004-2005, 2005-2006
Hajduk Spalato: 2009-2010